# Xa lộ D'Aguilar
Xa lộ D'Aguilar (D'Aguilar Highway) là một is xa lộ lớn tại khu vực Đông Nam bang Queensland, Úc. Xa lộ có tổng chiều dài 164 km, bắt đầu từ điểm giao cắt với Xa lộ Bruce tại Caboolture đến Kingaroy qua Woodford, Kilcoy, Yarraman, Nanango. Tuyến đường đi qua nhiều vùng đồi núi thấp, nơi cao nhất của tuyến đường là tại phía bắc Yarraman, cao 527 m, và điểm thấp nhất là 26,8m, phía tây Caboolture.
Từ 13 tháng 12 năm 2007, tuyến đường tránh thị xã Caboolture được hoàn thành, rút ngắn thời gian cho các phương tiện ra vào xa lộ.
Đoạn đường nằm giữa Caboolture và Harlin trùng với một đoạn của Xa lộ Tiểu bang số 85 (State Route 85), dài hơn 570 cây số. Tuyến đường này chạy từ Bribie Island đến Nindigully, cặp vào đoạn Xa lộ Brisbane Valley Highway (Quốc lộ 17) từ Harlin đến Esk, đoạn Xa lộ New England (Xa lộ Tiểu bang A3) từ Hampton đến Toowoomba, đoạn Xa lộ Gore (Quốc lộ A39) từ Toowoomba đến Xa lộ Leichhardt, và phần phía nam dài 19 km của Xa lộ Leichhardt đến Goondiwindi.

## Tương lai

### Dự án đường tránh Kilcoy
Vào tháng 1 năm 2009, Sở Giao thông và Đường bộ tiểu bang công bố đề án thiết kế chi tiết cho đoạn Xa lộ D'Aguilar tránh thị trấn Kilcoy. Tuyến đường theo dự án sẽ đi trên hành lang tuyến đường sắt cũ nhằm tránh phát sinh các xáo trộn cơ sở hạ tầng thị trấn.

## Các đường ngang
Danh sách các điểm giao cắt chính từ tây sang đông.